# Turín
Turín (italsky Torino, v piemontském jazyce Turin) je velké průmyslové město v severozápadní Itálii, správní centrum Piemontu a metropolitního města Turín (odpovídající úrovni italských provincií). Leží v severozápadní části Itálie na řece Pádu, přibližně 70 km východně od hranic s Francií. Na západní straně města, na hranicích s Francií, vystupují vrcholky Kottijských a Grajských Alp. Vzdálenost do severně ležícího Švýcarska a druhého největšího italského města Milána na východě je přibližně 100 km. Ve městě žije přes 908 469 obyvatel, i s předměstími přes 1,7 milionu.
Sídlí zde automobilka FIAT (Fabbrica Italiana Automobili Torino), a také mnoho dalších podniků, zahrnující většinu všech průmyslových odvětví.

## Historie

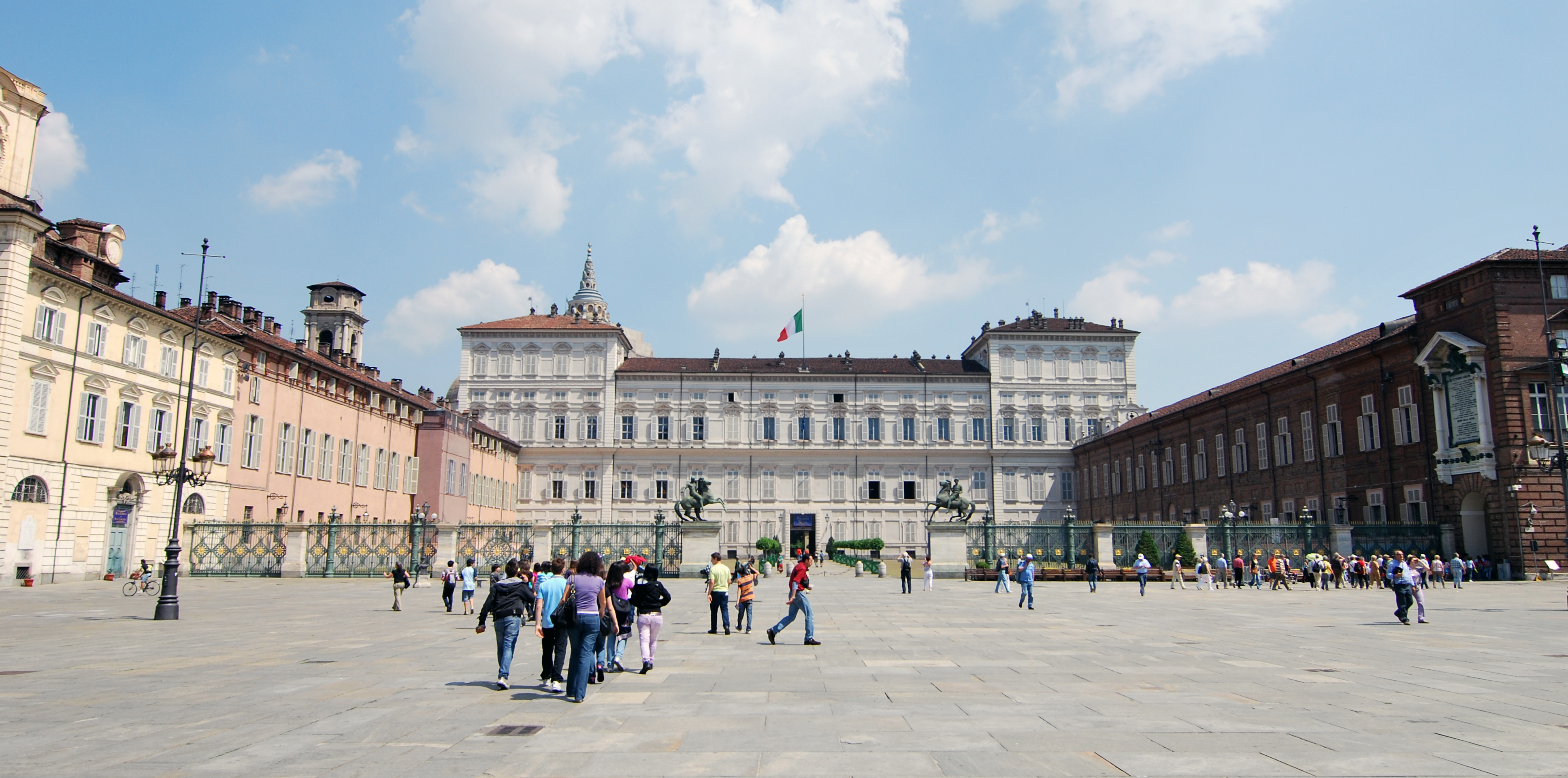
hlavní náměstí Piazza Castello

Název města pochází od keltského Tau, což znamená hory (podle nedalekých Alp). Osídlené bylo ještě před Římany, kteří zde vybudovali vojenský tábor (Castra Taurinorum). Od začátku 5. století zde bylo biskupství, v 6. až 8. století byl součástí Langobardského království, v roce 1404 tu byla založena univerzita. V roce 1562 se stal centrem savojského feudálního státu, které se roku 1720 změnilo na Sardinské království. V roce 1706 město přečkalo francouzské obležení, které ukončila bitva u Turína. Mezi lety 1802 a 1814 ho pak anektovala Francie, italským městem se stal až v roce 1861, a to na šest let dokonce jako její hlavní město. Společně s Milánem je dnes Turín jedním z ekonomických a kulturních center celé severní Itálie. V roce 2006 se zde a i v nedalekých horách konaly 20. Zimní olympijské hry.

## Město a památky

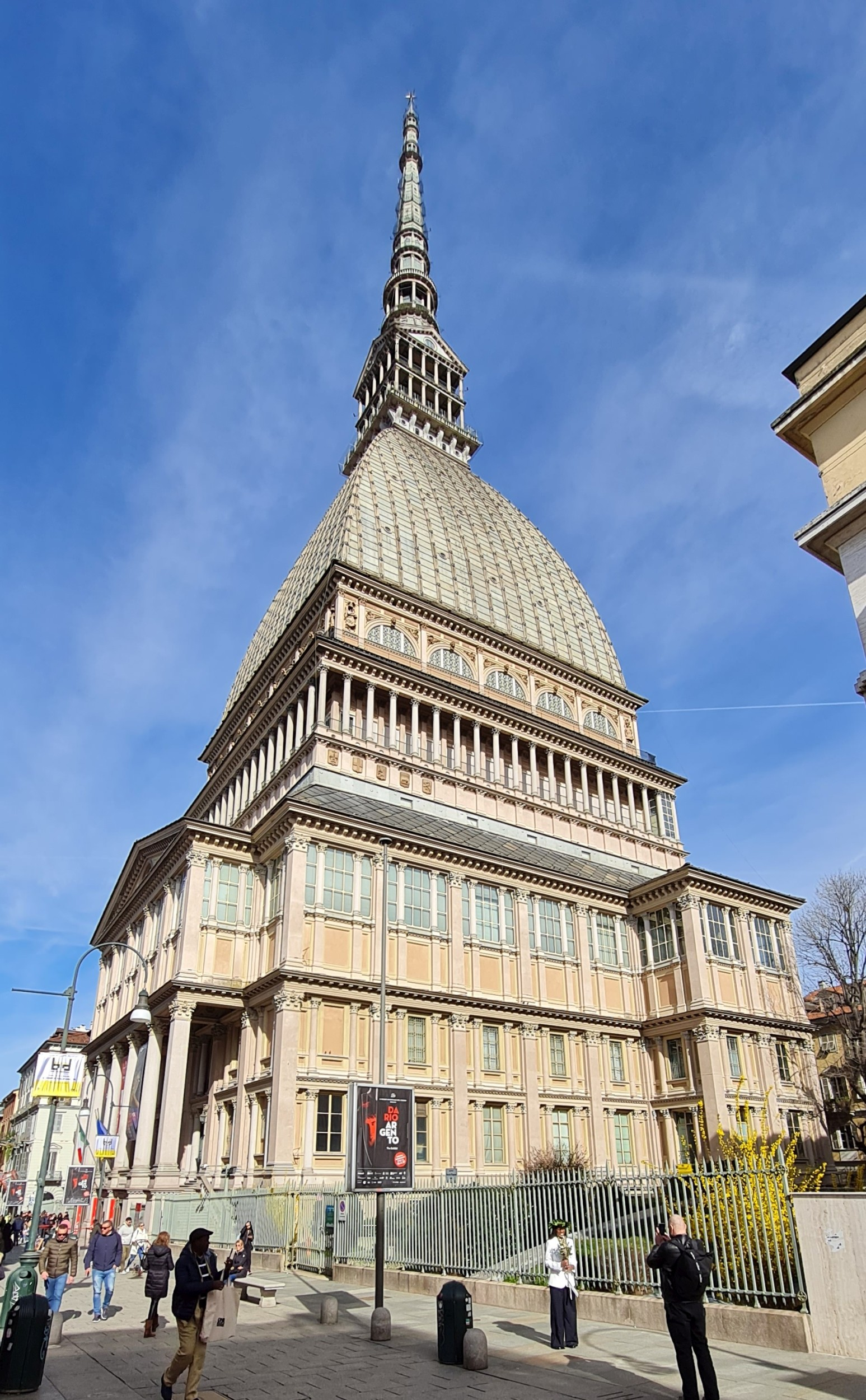
věž Mole Antonelliana

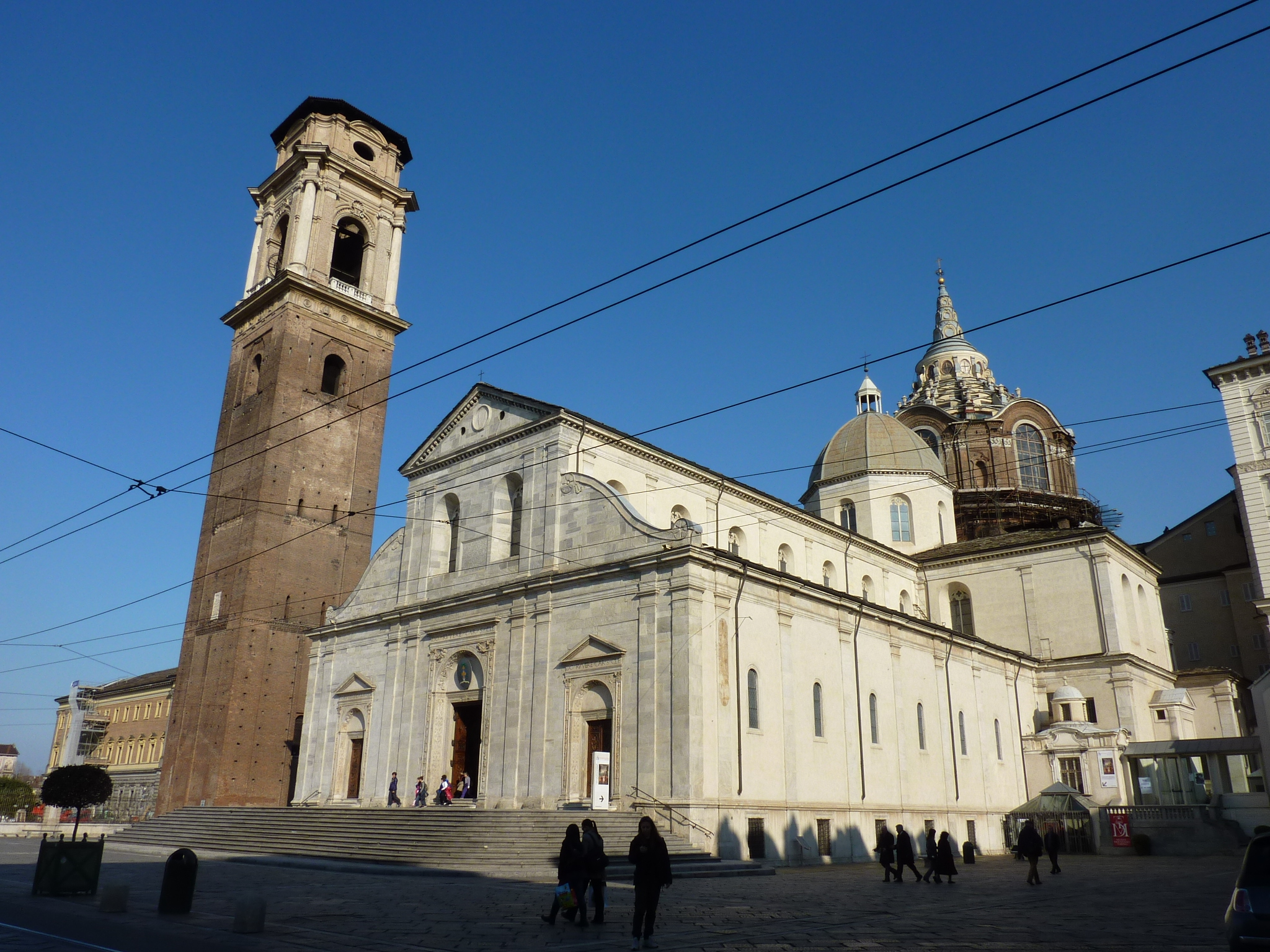
katedrála, Duomo di Torino

Střed města leží na Piazza Castello. V severní části hlavního turínského náměstí leží Královský palác, Palazzo Reale. Byl vystavěn v letech 1646–1658 nejprve jako rezidence savojských králů, později jako rezidence italských králů. Přepychové sídlo má v pravém křídle velmi ceněnou královskou zbrojnici, za palácem se nachází Královské zahrady. Západně od paláce stojí katedrála vystavěná v letech 1491–1498 v renesančním stylu. Zvonice pochází z roku 1720. Ve střední části náměstí stojí Palazzo Madama, původně hrad ze 13. století, v 15. století rozšířený, západní fasáda barokní z 18. století. V paláci je muzeum starého umění.
Palazzo Reale, Palazzo Madama a další řada paláců v Turíně a okolním Piemontu jsou od roku 1997 zapsány na seznamu světového kulturního dědictví UNESCO pod společnou položkou „Rezidence královského rodu Savojských“.
Jižně od Piazza Castello propojuje hlavní náměstí a turínské hlavní nádraží obchodní a nákupní ulice Via Roma. Přibližně v půli cesty prochází přes náměstí Piazza S. Carlo obklopené domy s arkádami. Na severovýchodní stranu náměstí zasahuje barokní budova Palazzo dell'Academia delle Scienze z konce 17. století, dnes muzeum nejvýznamnějších sbírek egyptského umění po Káhiře a Londýně. Hned vedlejší budovu východním směrem zaujímá Galleria Sabauda. Jsou zde vystavena malířská díla především italských a nizozemských umělců (Paolo Veronese, Tintoretto, Rembrandt ad.). Vedle stojí kostel S. Filipo Neri z konce 17. století.
Na západní stranu Piazza Castello ústí pěší zóna Via G. Garibaldi. V ulici je řada obchodů, mimo jiné i obchod fotbalového klubu Juventusu Turín. V místě křížení s ulicí Via Milano se nachází turínská radnice, Palazzo di Citta nebo Municipio, stavba z let 1659–1665. Naproti radnici stojí chrám Santi Martiri z konce 16. století.
Jihovýchodně od hlavního náměstí se nalézá jedna z nejvýznamnějších barokních staveb ve městě Palazzo Carignano, postavenou v letech 1679–1684. Sídlil zde italský parlament a v roce 1861 zde bylo vyhlášeno Italské království. Východně, směrem k řece Pádu se nachází jedna z dominant Turína - věž Mole Antonelliana. Věž má 167 m, byla postavena v roce 1863. Architekt stavby A. Antonelli měl vytvořit původně synagogu, extravagantní stavba se však židovské obci nelíbila, byla tedy prodána městu. Dnes zde sídlí Muzeum dějin filmu.
Východním směrem k řece Pádu je pod nábřežím náplavka, kde je řada barů, hospod a nočních klubů. Přes řeku lze vidět zelené kopce parku Di Villa Genero. Proti proudu řeky po nábřeží se nachází park Parco del Valentino s botanickou zahradou z první poloviny 18. století. Uprostřed parku leží Castello del Valentino, stavba z roku 1620–1660. Zpět k nádraží vede široká třída Corso Vittorio Emanuele II.
Zájemci o moderní umění mohou navštívit Galleria Civica d'Arte Moderna Contemporanea se sbírkami Modiglianiho, Kleea či Ernsta. Případně je možné navštívit muzeum automobilismu Museo dell'Automobile na Corso dell'Unita d'Italia.
Nad městem leží poutní místo Monte Superga s barokním kostelem Filippa Juvarry.

### Galerie

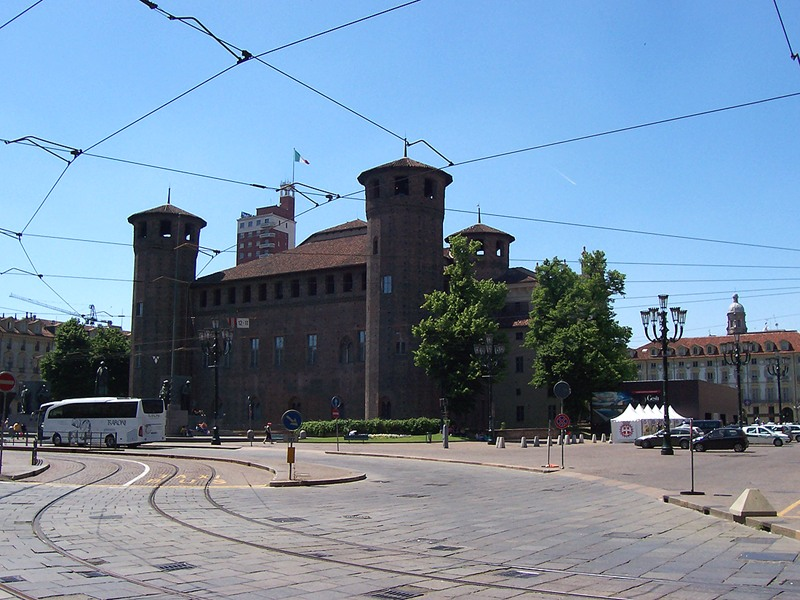
Palazzo Madama
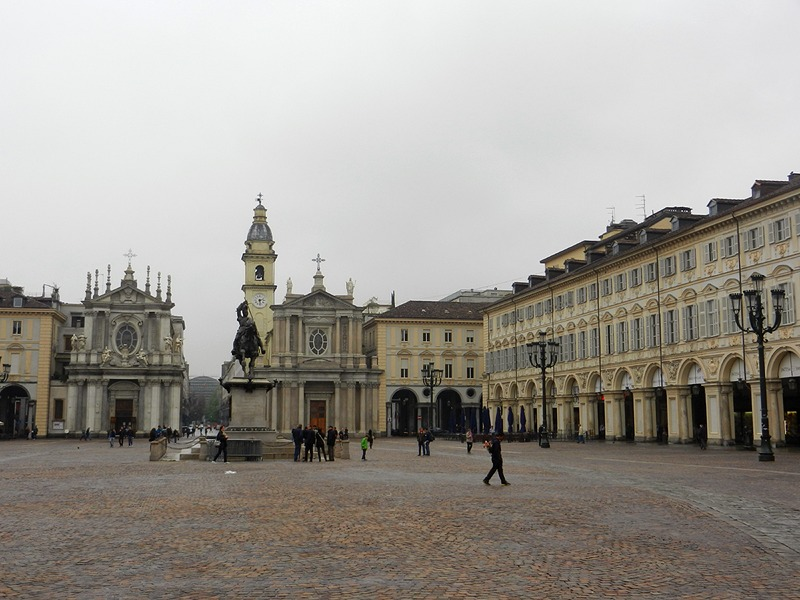
náměstí Piazza S. Carlo
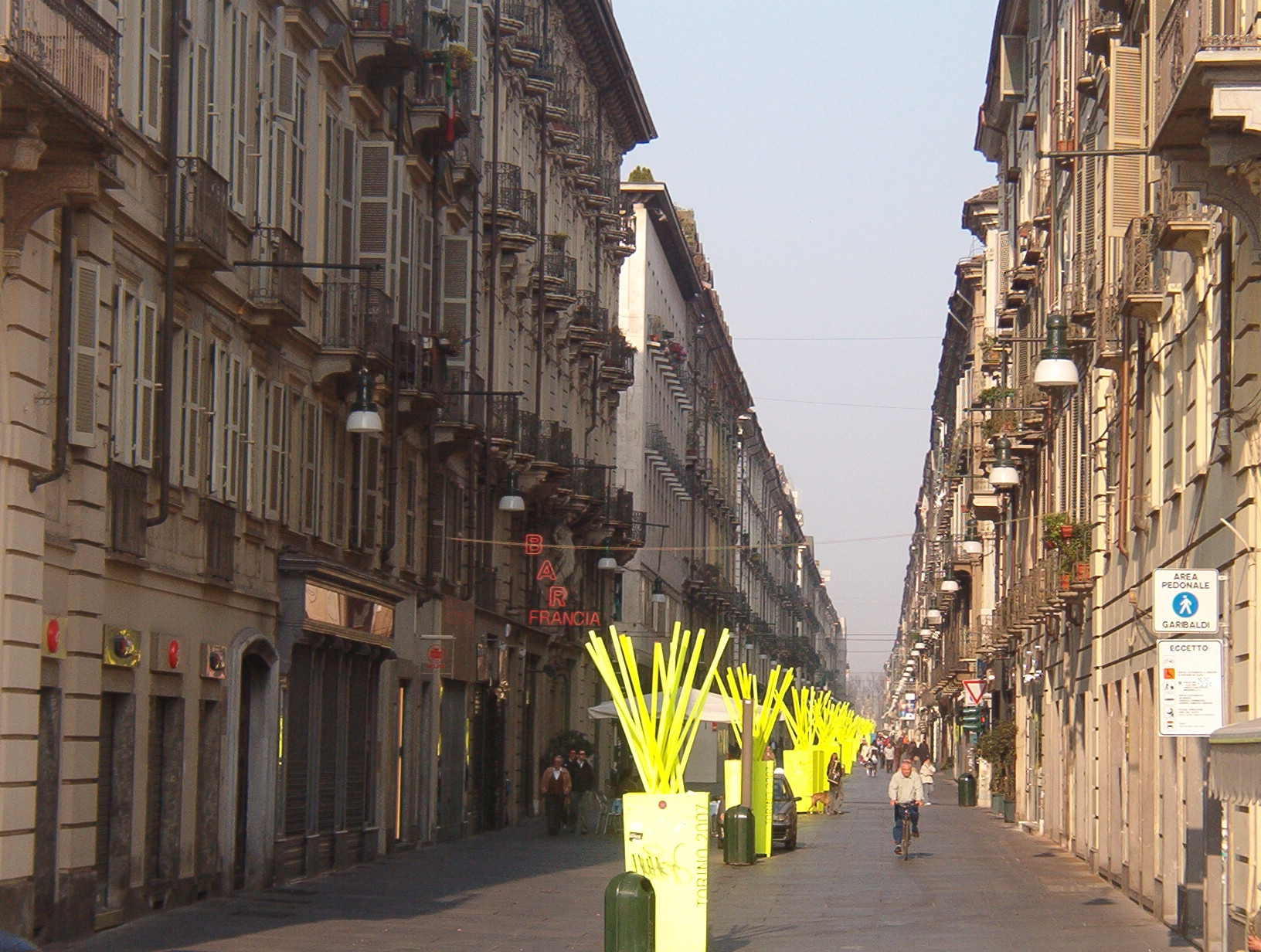
ulice Via G. Garibaldi
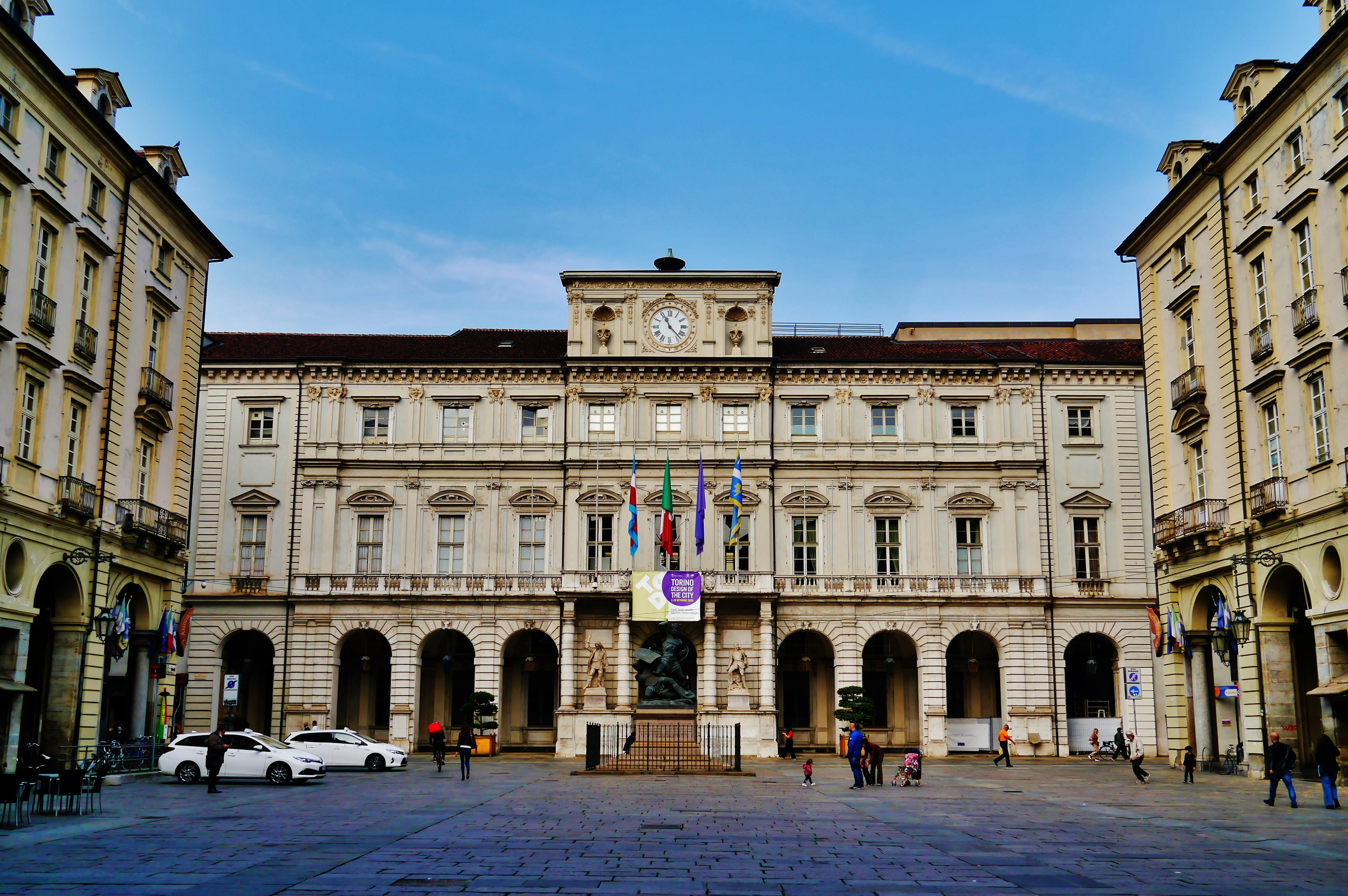
budova radnice, Palazzo di Citta
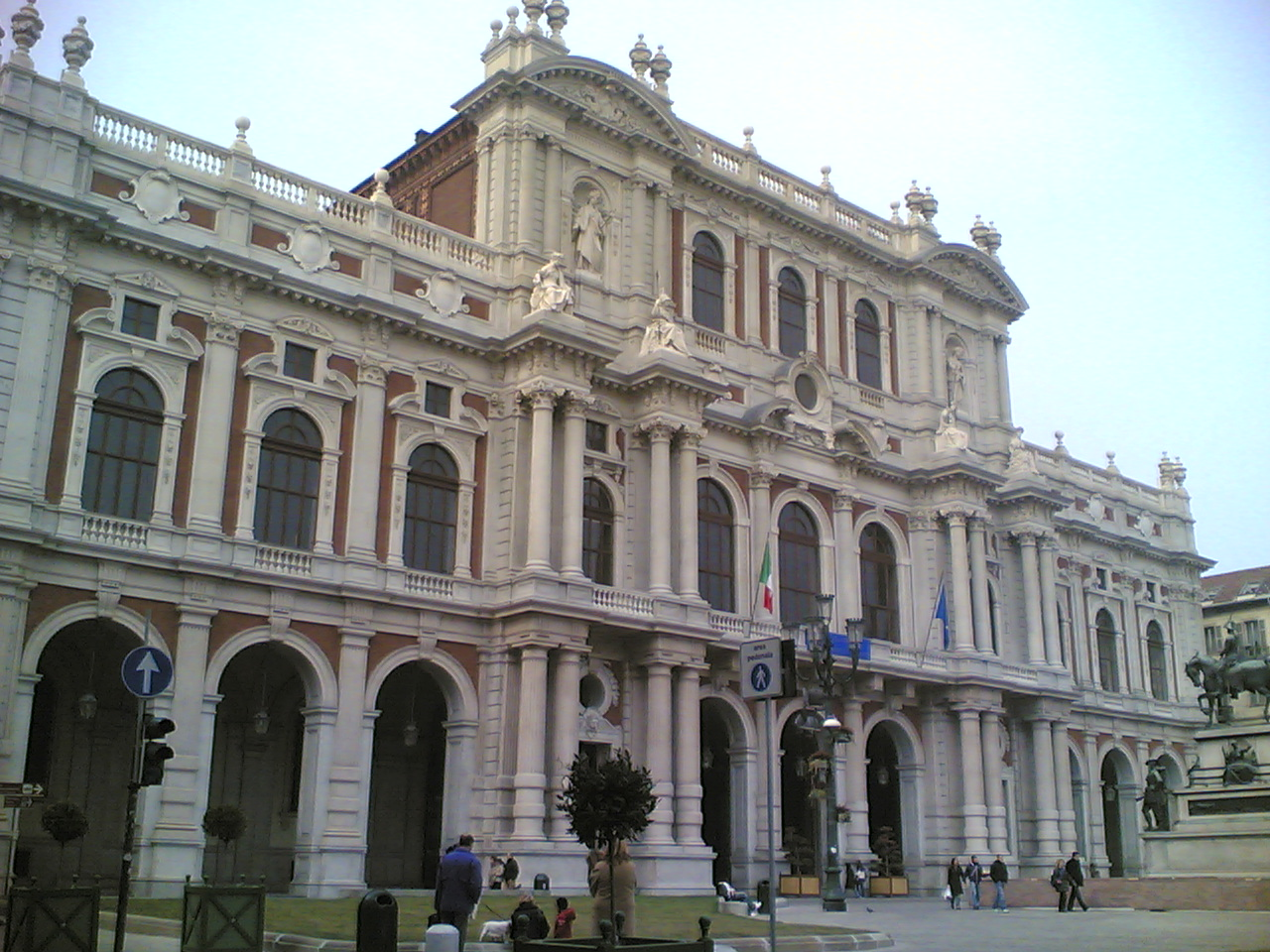
Palazzo Carignano
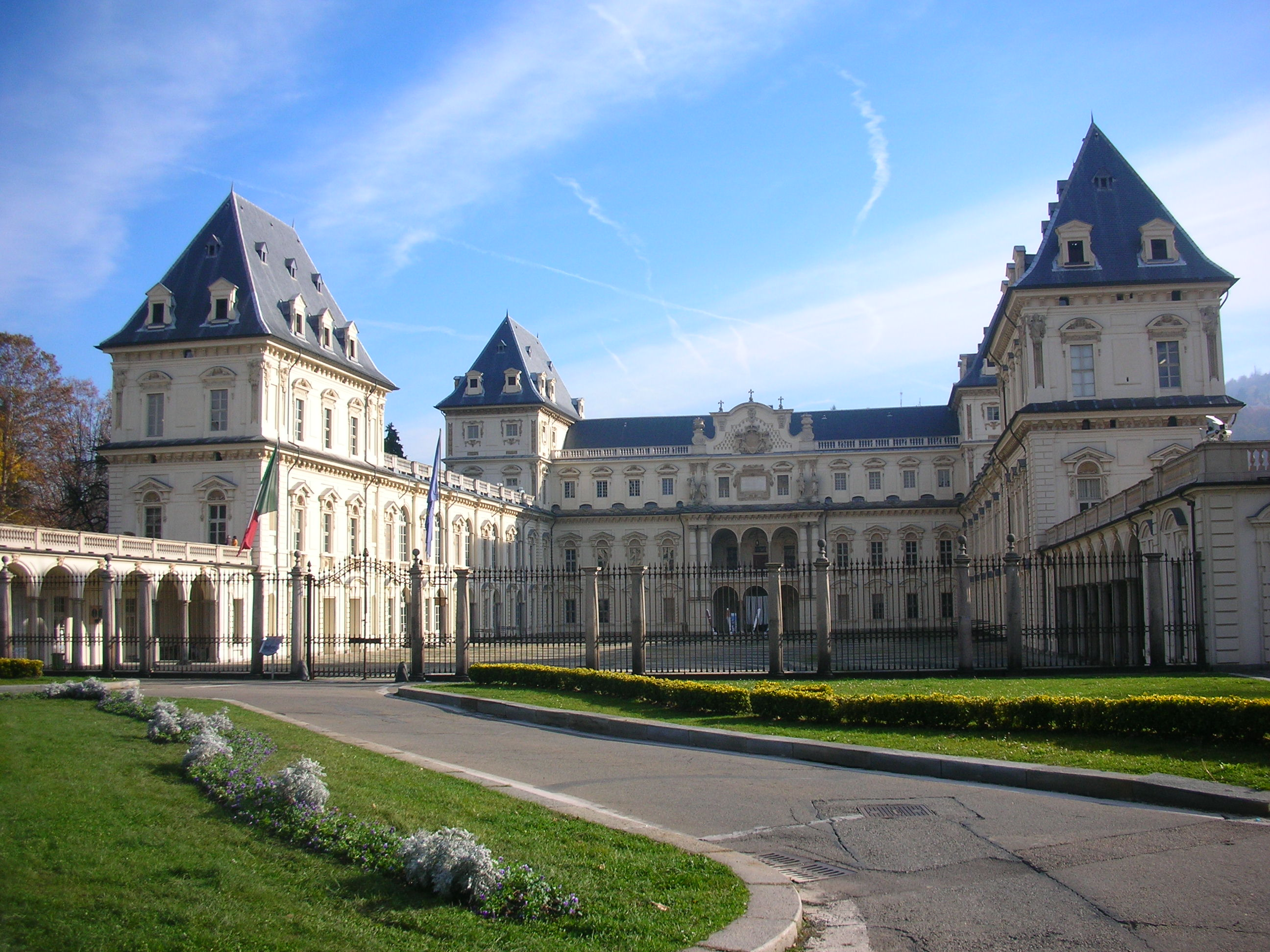
zámek Castello del Valentino
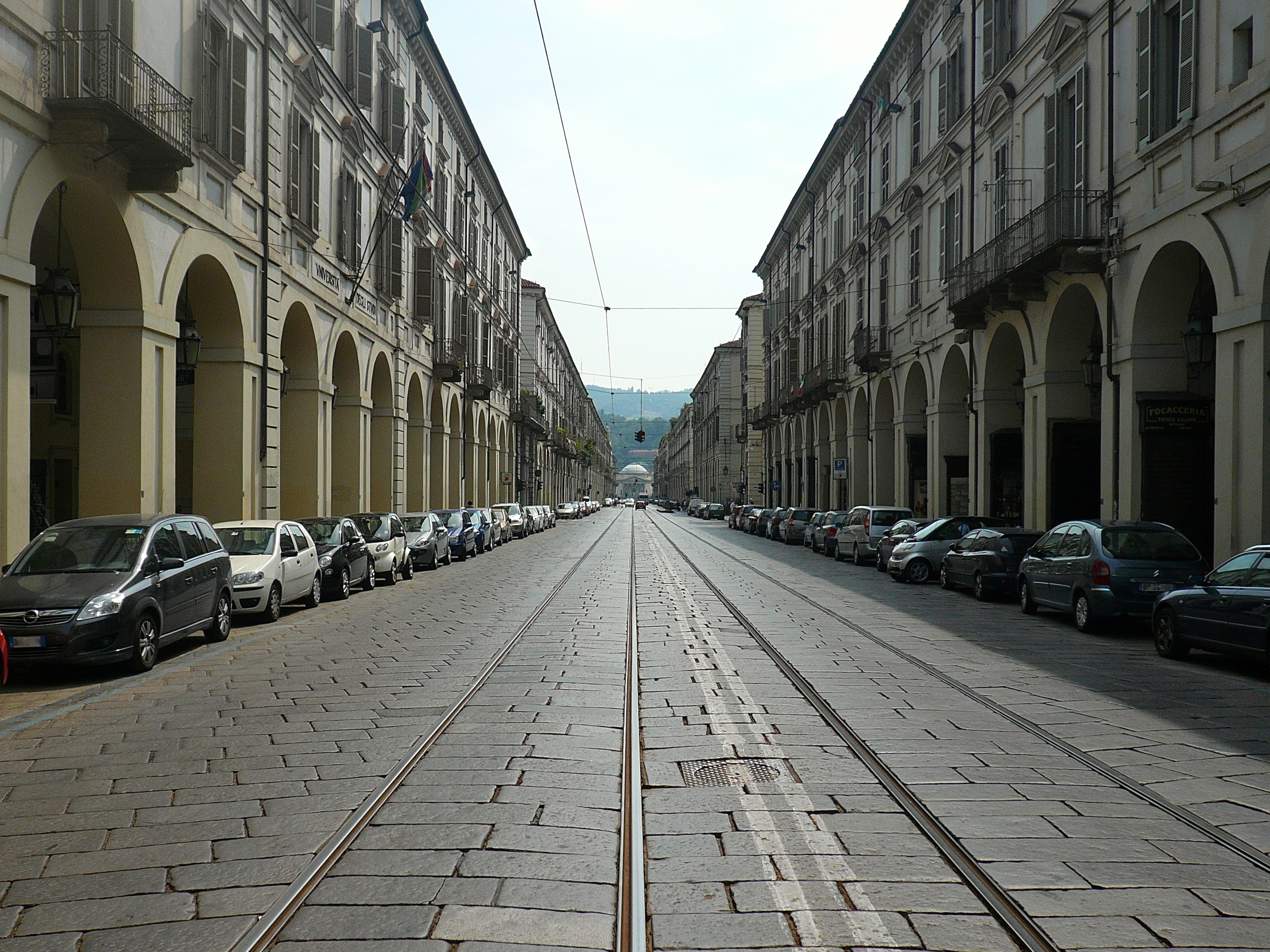
charakteristická turínská podloubí na Via Po

## Vývoj počtu obyvatel

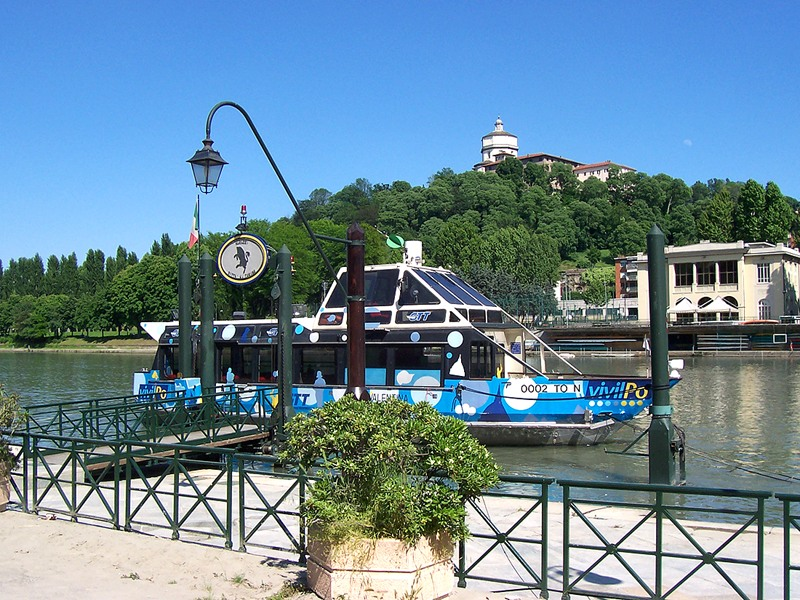
řeka Pád z náplavky

Počet obyvatel (v tis.)

## Sport
- má zde sídlo Mezinárodní federace sportovního lezení (IFSC)
- v roce 2006 se zde konaly 20. Zimní olympijské hry

### Fotbalové kluby
- Juventus FC
- Torino Calcio 1906

## Známí rodáci
- Joseph-Louis Lagrange (1736–1813), matematik a astronom
- Marie Tereza Luisa Savojská (1749–1792), šlechtična, důvěrnice královny Marie Antoinetty, zavražděna za francouzské revoluce
- Viktor Emanuel II. (1820–1878), Sardinsko-piemontský král v letech 1849–1861 a první král sjednocené Itálie od roku 1861 až do své smrti
- Svatý Leonardo Murialdo (1828–1900), římskokatolický kněz a zakladatel Kongregace svatého Josefa
- Umberto I. (1844–1900), italský král od roku 1878 až do své smrti
- Nina Ricci (1883–1970), módní návrhářka
- Giuseppe Saragat (1898–1988), politik, prezident Itálie v letech 1964–1971
- Giuseppe Farina (1906–1966), pilot Formule 1, první mistr světa
- Rita Leviová-Montalciniová (1909–2012), neuroložka, držitelka Nobelovy cena za fyziologii a lékařství za rok 1986
- Salvador Luria (1912–1991), mikrobiolog, držitel Nobelovy cena za fyziologii a lékařství za rok 1969
- Gianni Agnelli (1921–2003), průmyslník a hlavní akcionář společnosti Fiat
- Rita Pavone (* 1945), zpěvačka a herečka
- Umberto Tozzi (* 1952), pop zpěvák
- Luciana Littizzetto (* 1964), komediální filmová herečka, moderátorka, komička a spisovatelka
- Carla Bruniová-Sarkozyová (* 1967), modelka a zpěvačka
- Gigi D'Agostino (* 1967), DJ
- Gabry Ponte (* 1973), DJ
- Claudio Marchisio (* 1986), bývalý fotbalový záložník
- Lorenzo Sonego (* 1995), profesionální tenista
- Francesco Bagnaia (* 1997), motocyklový závodník a několikanásobný mistr světa silničních motocyklů

## Partnerská města
- Lille
- Chambéry
- Kolín nad Rýnem
- Glasgow
- Esch-sur-Alzette
- Lutych
- Campo Grande
- Córdoba
- Šen-jang
- Nagoja
- Salt Lake City
- Detroit